# Pierre Ponsoye
Pour les articles homonymes, voir Ponsoye.
Pierre-Édouard Ponsoye (Nîmes, 5 mars 1915 - Paris, 14 septembre 1975) était un érudit français, docteur en médecine, écrivain religieux et ésotérique et peintre de Marine. 
À côté d'une carrière de médecin-conseil, il consacra ses temps libres à la peinture et surtout à l'écriture d'articles et d'ouvrages religieux, spécialisés sur l'ésotérisme du Graal, sur la pensée soufie et de manière plus générale sur les composants de la métaphysique et de la spiritualité. Ami et disciple de René Guénon, il joua un rôle d'influence spirituel dans des cercles franco-musulmans et soufis.

## Biographie
Fils du pasteur Edmond Ponsoye (1880-1954), théologien protestant réputé, historien du protestantisme et d'Odette Suzanne Peyron, Pierre Ponsoye est également le petit-fils de l'avocat nîmois célèbre Élie Peyron, homme politique, et gendre du pasteur et historien du protestantisme, Eugène Arnaud, de Crest.
Après un baccalauréat de mathématiques élémentaires et de philosophie à Montpellier obtenu en 1933, il entra à la faculté de médecine de Montpellier, puis poursuivit à Marseille ses études et soutint sa thèse le 7 janvier 1943. Pendant la guerre, il fut blessé le 11 juin 1940 dans la Campagne de Normandie à Veules-les-Roses, fait prisonnier et soigné à l'Hôtel-Dieu de Rouen, par les Docteurs René Helot et Payenneville, oncles de sa femme. En 1945, une fois démobilisé, il exerça comme praticien dans un cabinet à Beausoleil (Alpes-Maritimes), puis il entra en tant que médecin-conseil  à la Caisse de Sécurité Sociale de la région parisienne.
Convertis à l'Islam en décembre 1939, avec sa femme, sous les prénoms de Djâfar et Latifa, ils furent les disciples de Aîssa Nûr-Ed-Dîn (Frithjof Schuon), puis de Mustapha Michel Vâlsan, avec lesquels ils se tournèrent vers la voie soufie Alawyia. Détaché de Vâlsan, il poursuivit avec sa femme un Islam solitaire jusqu'en juillet 1964 où, après un voyage en Algérie pour visiter les tombes des saints soufis cheikh El Alawi et cheikh 'Adda, ils prirent comme maître spirituel le Cheikh Hadj El Medhi, puis après sa mort le Cheikh Khaled Bentounès (les Amis de l'Islam, les Scouts Musulmans de France), chef d'une des plus importantes confréries soufies algériennes. Jusqu'à sa mort, Pierre Ponsoye allait être à la fois le médecin personnel de la famille Bentounes, et un ami proche. À ce titre, et avec son œuvre littéraire, il allait contribuer à faire connaître en France, avec des universitaires comme le professeur Eva de Vitray-Meyerovitch, l'importance de la pensée spirituelle soufie et des apports réciproques entre l'Islam et la Chrétienté. Il fut très estimé par       
les Frères de la Confrérie AL Alawiya.
L'Islam et le Graal, écrit en 1957, retrace les principales caractéristiques de sa grande érudition et fait l'objet régulièrement de lectures universitaires.

## Famille
Pierre Ponsoye épouse le 19 août 1939 au temple protestant de Mirabel/Aouste sur Die (Drôme) Geneviève Lilian Burnett Hélot (Croissy-sur-Seine 1909-Antibes 1984), docteur en médecine et odontologie, DEA de philosophie. Ils ont eu deux enfants, Jean-Pierre Robert "Hoceine" Ponsoye et Anne Kyria Ponsoye (épouse Mohamed Said Bouchemoua).

## Décorations
Il était chevalier de la Légion d'honneur et Croix de guerre 1939-1945.

## Ouvrages et articles
- Kagawa, article dans Terre Nouvelle, mars 1939
- L'esprit, force biologique fondamentale, Causse-Graille-Castelnau, Montpellier, 1942
- La crise de la science et le retour à la connaissance éternelle, l'Echo des étudiants, 10-17 avril 1943
- Le retour de Régulus, article dans le bulletin des Chefs no 31, 1943
- De l'unité transescendantale des religions , 1948, Études Traditionnelles
- L'islam et le Graal, Denöel, Paris, 1957 réédité chez Archè-Milano
- Aspects of Tristan Esoterism, Pennsylvania State University Press, 1970
- Le mystère de Tristan et Yseult, Archè Milano, 1979
- Traduction en 1949 de Hindouisme et Bouddhisme, chez Gallimard Paris, de son ami le penseur A.K. Coomaraswamy